# Henry Vere Huntley

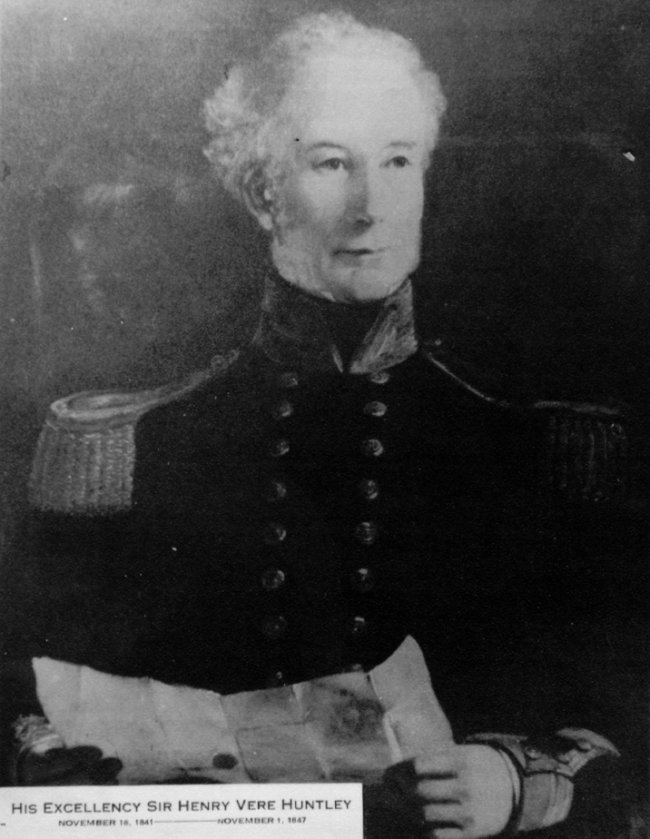
Henry Vere Huntley

Sir Henry Vere Huntley (* 1795 in Gloucestershire; † 7. Mai 1864 in Santos, Brasilien) wurde 1795 als dritter Sohn des Reverend Richard Huntley in Gloucestershire, Großbritannien geboren. Er trat 1809 in die Marine ein und wurde 1839 zum Leutnantgouverneur der Kolonie Gambia, die damals als Britisch-Westafrika von Freetown (Sierra Leone) aus geleitet wurde, ernannt. 1841 wurde er als Knight Bachelor zum Ritter geschlagen. Am 13. November 1841 wurde er neunter Gouverneur von Prince Edward Island, ein Amt, das er bis zum 1. November 1847 ausübte. Er starb am 7. Mai 1864 in Santos, Brasilien.

## Werke
Er veröffentlichte einige Arbeiten, die als unbedeutend eingeschätzt werden, darunter:
- Peregrine Scramble, Thirty Years' Adventures of a Blue Jacket
- Observations upon the Free Trade Policy of England in Connection with the Sugar Act of 1846
- Seven Years' Service on the Slave Coast of Western Africa
- California, Its Gold and Its Inhabitants.